# Arabisation
Ne doit pas être confondu avec l'islamisation.

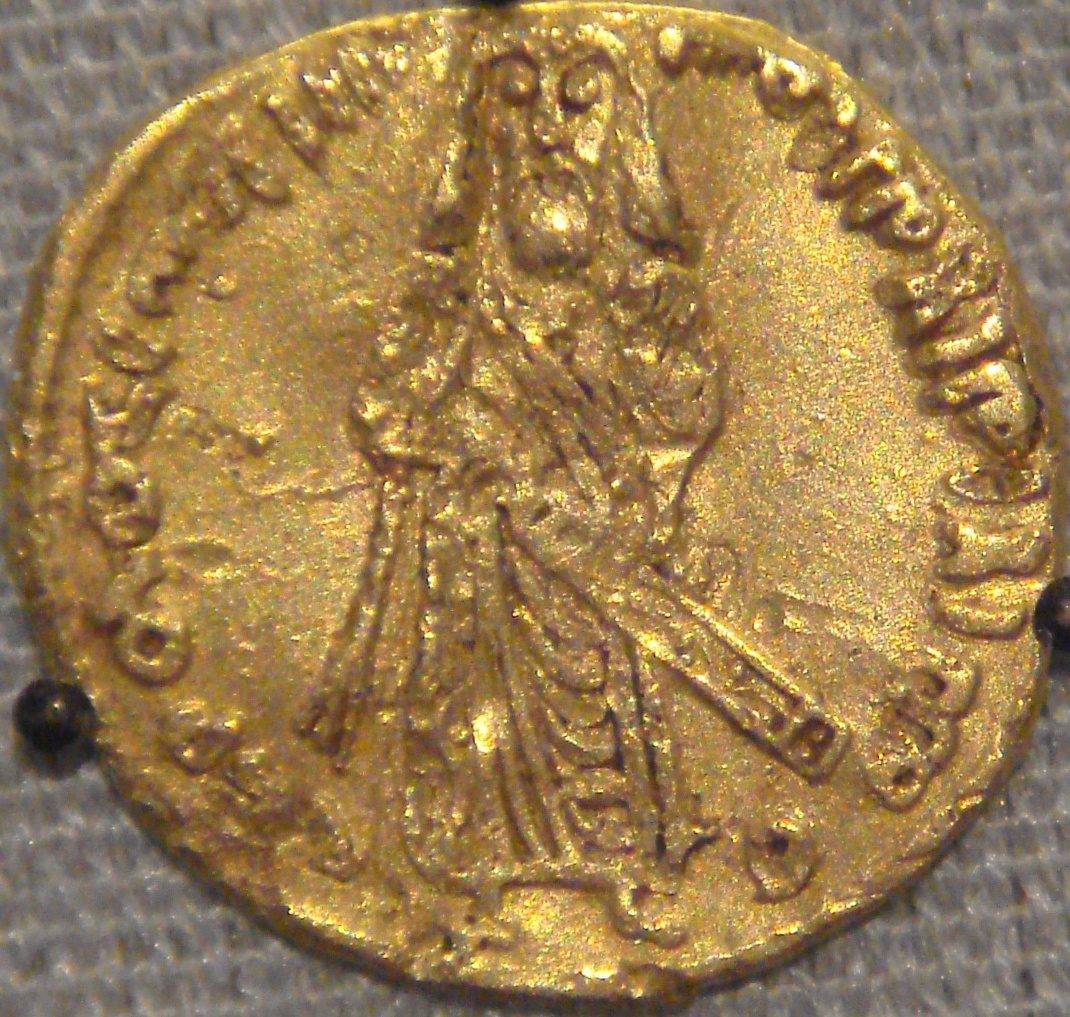
Abd Al-Malik a imposé l'arabe comme langue officielle du Califat omeyyade en 686.

Le terme arabisation (en arabe : تعريب, taʻrīb) décrit à la fois un processus d'influence croissante d'Arabes sur des populations non Arabes, lié à une assimilation culturelle de par leur adoption progressive de la langue et des cultures arabes, ainsi que, dans des contextes politologiques contemporains, les politiques nationalistes arabes de certains gouvernements des pays dits arabes modernes envers des populations non arabes, notamment au Maghreb (Maroc, Algérie, Tunisie, Libye, Mauritanie), au Levant (Syrie, Liban, Palestine, Jordanie), en Mésopotamie (Irak), au Koweït, en Égypte, au Kurdistan, au Sahara et au Sahel (Soudan, Tchad, Niger, Mali), dans la Corne de l'Afrique (Somalie, Érythrée), aux Comores, et (lorsqu'il gouvernait un territoire) l'État islamique d'Irak et du Levant. Le terme « arabisation » est également utilisé pour décrire des processus d'assimilation culturelle plus antérieurs dans des régions historiquement sous influence arabo-musulmane, comme Al-Andalus (Espagne et Portugal), la Sicile, la Sardaigne et Malte.
Historiquement, des aspects de la culture de la péninsule arabique ont été combinés sous diverses formes avec les cultures des régions conquises et finalement dénommées « Arabes ». Après l'expansion de l'islam dans le Hedjaz, la culture et la langue arabes se sont répandues en dehors de la péninsule arabique par le biais de la conquête, du commerce et des mariages mixtes entre les membres de la population locale non arabe et les Arabes péninsulaires. À l'intérieur même de la péninsule arabique, l'arabisation a touché des populations non arabes telles que les Sabéens du Yémen et les Hutaym (en) et Solluba (en) du Koweït et du nord de l'Arabie. La langue arabe a commencé à servir de lingua franca dans ces régions et des dialectes se sont formés. Bien que le Yémen soit traditionnellement considéré comme la patrie des Arabes qahtanites qui, selon la tradition arabe, sont de purs Arabes, la plupart de la population yéménite ne parlait en fait pas l'arabe avant la propagation de l'islam, mais des langues sémitiques anciennes du Sud,.
L'influence de l'arabe a été profonde dans de nombreux autres pays dont les cultures ont été influencées par l'islam. L'arabe a été une source majeure de vocabulaire pour diverses langues. Ce processus a atteint son apogée entre le Xe siècle et le XIVe siècle, point culminant de la culture arabe. Ce processus s'est intensifié de nouveau à la fin de la troisième vague de décolonisation avec la mise en place de politiques discriminatoires à l'égard des autochtones non arabophones, notamment au Maghreb.

## Premières extensions arabes au Proche-Orient

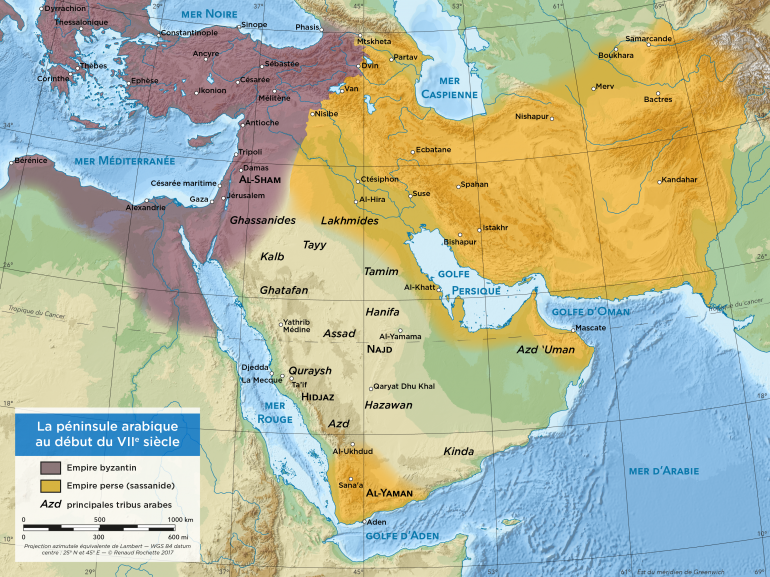
La péninsule arabique avant l'apparition de l'Islam

Après Alexandre le Grand, le royaume nabatéen est apparu et a régné sur une région s'étendant du nord de l'Arabie au sud de la Syrie. Les premiers habitants étaient originaires de la péninsule arabique et ont subi l'influence de la culture araméenne antérieure, de la culture hébraïque voisine du royaume hasmonéen ainsi que des cultures hellénistiques de la région (notamment avec la christianisation des Nabatéens aux IIIe et IVe siècles). La langue arabe pré-moderne a été créée par les Nabatéens, qui ont développé l'alphabet nabatéen, devenu la base de l'écriture arabe moderne. La langue nabatéenne, sous forte influence arabe, s'est amalgamée à la langue arabe.
Les Arabes Ghassanides ont été la dernière grande migration sémitique non islamique vers le nord du Yémen à la fin de l'ère classique. Ils étaient chrétiens grecs orthodoxes et clients de l'Empire byzantin. Ils sont arrivés dans la Syrie byzantine, dont la population était en grande partie araméenne. Ils se sont d'abord installés dans la région du Hauran, avant de s'étendre à l'ensemble du Levant (Liban, Israël, Palestine et Jordanie actuels), s'assurant brièvement le gouvernement de certaines parties de la Syrie et de la Transjordanie aux dépens des Nabatéens.
Le royaume arabe Lakhmid a été fondé par la tribu Lakhum qui a émigré du Yémen au IIe siècle et gouverné par les Banu Lakhm, d'où le nom qui lui a été donné. Ils adoptèrent la religion de l'Église d'Orient, fondée en Assyrie/Asōristān, opposée au christianisme orthodoxe grec des Ghassanides, et furent clients de l'Empire sassanide.
Byzantins et Sassanids utilisèrent les Ghassanides et les Lakhmides pour mener des guerres par procuration en Arabie les uns contre les autres.

## Histoire de l'arabisation

### L'arabisation durant les premiers califats

Conquêtes arabes de 622 à 750.

Article principal : Expansion de l'islam
L'exemple le plus ancien et le plus significatif d'« arabisation » a été les premières conquêtes musulmanes de Mahomet et des califats Rashidun et Umayyad qui ont suivi. Ils ont construit un Empire musulman qui s'est étendu bien au-delà de la péninsule arabique, atteignant finalement l'Espagne à l'ouest et l'Asie centrale à l'est.

### Arabie du Sud
Plus d'informations : Arabie du Sud
L'Arabie du Sud est une région historique, qui se compose de la région méridionale de la péninsule arabique, principalement centrée sur ce qui est aujourd'hui le Yémen, mais elle comprenait également Najran, Jizan et 'Asir, qui se trouvent actuellement en Arabie saoudite, ainsi que le Dhofar de l'actuel Oman.
L'ancien arabe du Sud a été réduit à néant par l'expansion islamique, remplacé par l'arabe classique, qui s'écrit avec l'alphabet arabe. L'alphabet sudarabique, qui était utilisé pour l'écrire est également tombé en désuétude. Branche distincte du sémitique du sud, les langues sudarabiques modernes survivent encore aujourd'hui en tant que langues parlées dans le sud de l'Arabie saoudite actuelle, au Yémen et au Dhofar.
Bien que le Yémen soit traditionnellement considéré comme la patrie des Arabes, la plupart, de la population yéménite sédentaire ne parlait pas l'arabe (mais plutôt des langues sudarabiques anciennes) avant l'expansion de l'islam.

### Arabie orientale
Plus d'informations : Arabie orientale, Bahrani, Dilmun
Le peuple sédentaire de l'Arabie orientale préislamique comprenait des Araméens et des persanophones, tandis que le syriaque servait de langue liturgique,. Selon Serjeant, le peuple autochtone Bahrani est le descendant arabisé « des convertis de la population originale de chrétiens (Araméens), de juifs et d'anciens Perses (Majus) qui habitaient les provinces côtières insulaires et cultivées de l'Arabie orientale au moment de la conquête arabe ». À l'époque préislamique, la population de l'Arabie orientale comprenait des Arabes partiellement christianisés, des agriculteurs araméens et des zoroastriens persanophones,,.
Le zoroastrisme était l'une des principales religions de l'Arabie orientale préislamique. La première religion monothéiste de l'histoire de l'Arabie orientale était connue sous le nom de Majou à l'époque préislamique.

### Croissant fertile et Syrie (région)

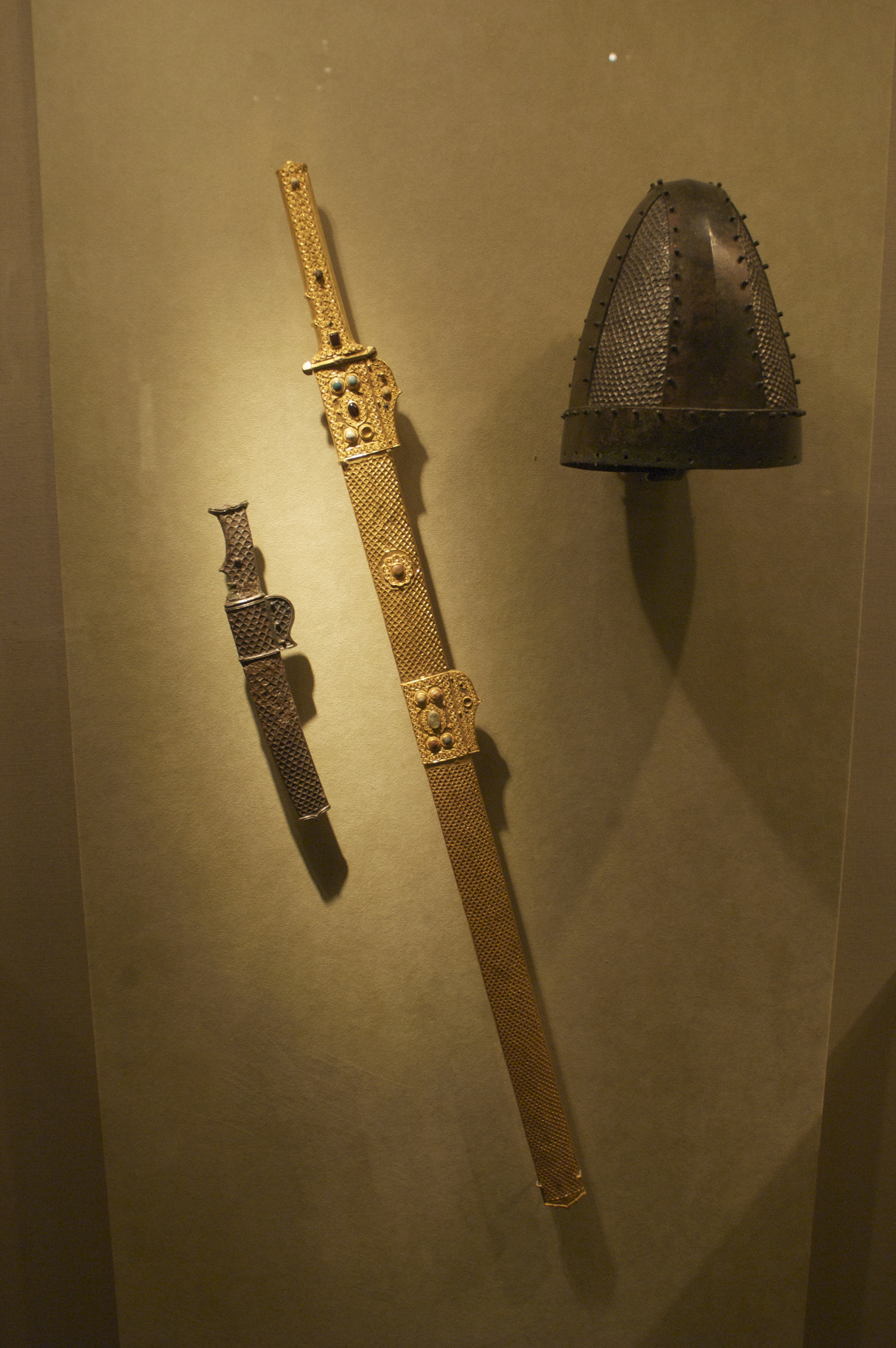
Armement sassanide, VIIe siècle.

Après la montée de l'Islam, les tribus arabes se sont unifiées sous la bannière islamique et ont conquis la Jordanie moderne, Israël, les territoires palestiniens, l'Irak et la Syrie. Cependant, avant même l'émergence de l'Islam, le Levant abritait déjà plusieurs royaumes arabes préislamiques. Le royaume nabatéen de Petra qui était basé en Jordanie et le royaume des Ghassanides qui était basé dans le désert syrien. Certains de ces royaumes étaient sous l'influence indirecte des Romains, des Byzantins et des Sassanides perses. La transcription nabatéenne développée à Petra a servi de base à la transcription arabe actuelle, tandis que le patrimoine arabe regorge de poèmes relatant les guerres entre les tribus arabes Ghassanides et Lakhmides en Syrie. Au VIIe siècle, et après la domination des arabo-musulmans en quelques années, les principales villes de garnison se sont développées pour devenir les grandes villes. La population locale de langue arabe et araméenne, qui partageait une ascendance linguistique/génétique sémitique très proche avec les Arabes Qahtani et Adnani, a été quelque peu arabisée. Les Assyriens indigènes ont largement résisté à l'arabisation en Haute-Mésopotamie, les Assyriens du nord continuant à parler des dialectes néo-araméens influencés par l'akkadien et descendant de l'araméen impérial de l'Empire assyrien, ainsi que le syriaque, fondé en Assyrie au Ve siècle av. J.-C., et conservant le christianisme de l'Église apostolique assyrienne de l'Orient et de l'Église syriaque orthodoxe. Ces traditions linguistiques et religieuses perdurent jusqu'à nos jours. Les mandéens gnostiques ont également conservé leur ancienne culture, leur religion et leur langue mandéo-araméenne après la conquête arabo-musulmane, et ces traditions survivent également aujourd'hui.

### Égypte
Depuis la fondation du royaume ptolémaïque à Alexandrie, l'Égypte était sous l'influence de la culture grecque,. Avant Alexandre le Grand, elle avait été gouvernée par l'empire achéménide. L'influence grecque est restée forte après la conquête de l'Égypte par l'Empire romain en 30 av. J.-C. L'Égypte a finalement été conquise aux Romains d'Orient par le califat musulman Rashidun au VIIe siècle de notre ère. La langue copte, qui s'écrit à l'aide de la variante copte de l'alphabet grec, était parlée en Égypte avant la conquête islamique. À la suite de l'arabisation culturelle de l'Égypte, la langue arabe adoptée a commencé à servir de lingua franca. Le dialecte arabe égyptien a conservé un certain nombre de mots coptes, et la grammaire subit également l'influence du copte. Actuellement, la langue copte ancienne ne survit que comme langue liturgique de l'Église copte et est couramment parlée par de nombreux prêtres égyptiens.

### Afrique du Nord et péninsule ibérique
Ni l'Afrique du Nord ni la péninsule ibérique n'étaient étrangères à la culture sémitique : Les Phéniciens, puis les Carthaginois, ont dominé certaines parties des côtes nord-africaines et ibériques pendant plus de huit siècles, jusqu'à ce qu'ils soient supprimés par les Romains et par les invasions vandales et wisigothiques qui ont suivi, ainsi que par les incursions berbères. Après la conquête arabe de l'Afrique du Nord, avec notamment la fondation de la ville de Kairouan, les tribus berbères se sont alliées aux armées arabes musulmanes des Omeyyades pour envahir la péninsule ibérique. Plus tard, en 743 après J.-C., les Berbères ont vaincu les armées arabes omeyyades et les ont expulsées de la majeure partie de l'Afrique du Nord occidentale (al-Maghreb al-Aqsa wa al Awsat) pendant la Révolte berbère, mais pas du territoire du Maghreb Al-Adna qui est resté arabe (Tunisie et Libye). Des siècles plus tard, certaines tribus arabes migrantes se sont installées dans certaines plaines, tandis que les Berbères sont restés le groupe dominant, principalement dans les zones désertiques, y compris les montagnes. L'Afrique du Nord intérieure est restée exclusivement berbère jusqu'au XIe siècle, la péninsule ibérique, en revanche, est restée arabisée, en particulier dans le sud, jusqu'au XVIe siècle.
Après avoir achevé l'établissement de la ville arabe d'Al Mahdiya en Tunisie et répandu la foi islamique chiite, certains des nombreux Fatimides arabes ont laissé la Tunisie et certaines parties de l'est de l'Algérie aux Zirides locaux (972-1148). L'invasion de l'Ifriqiya par les Banu Hilal, une tribu bédouine arabe belliqueuse encouragée par les Fatimides d'Égypte à s'emparer de l'Afrique du Nord, a entraîné un nouveau déclin de la vie urbaine et économique de la région. L'historien arabe Ibn Khaldoun a écrit que les terres ravagées par les envahisseurs Banu Hilal étaient devenues un désert complètement aride,.

### L'arabisation dans l'Ibérie islamique

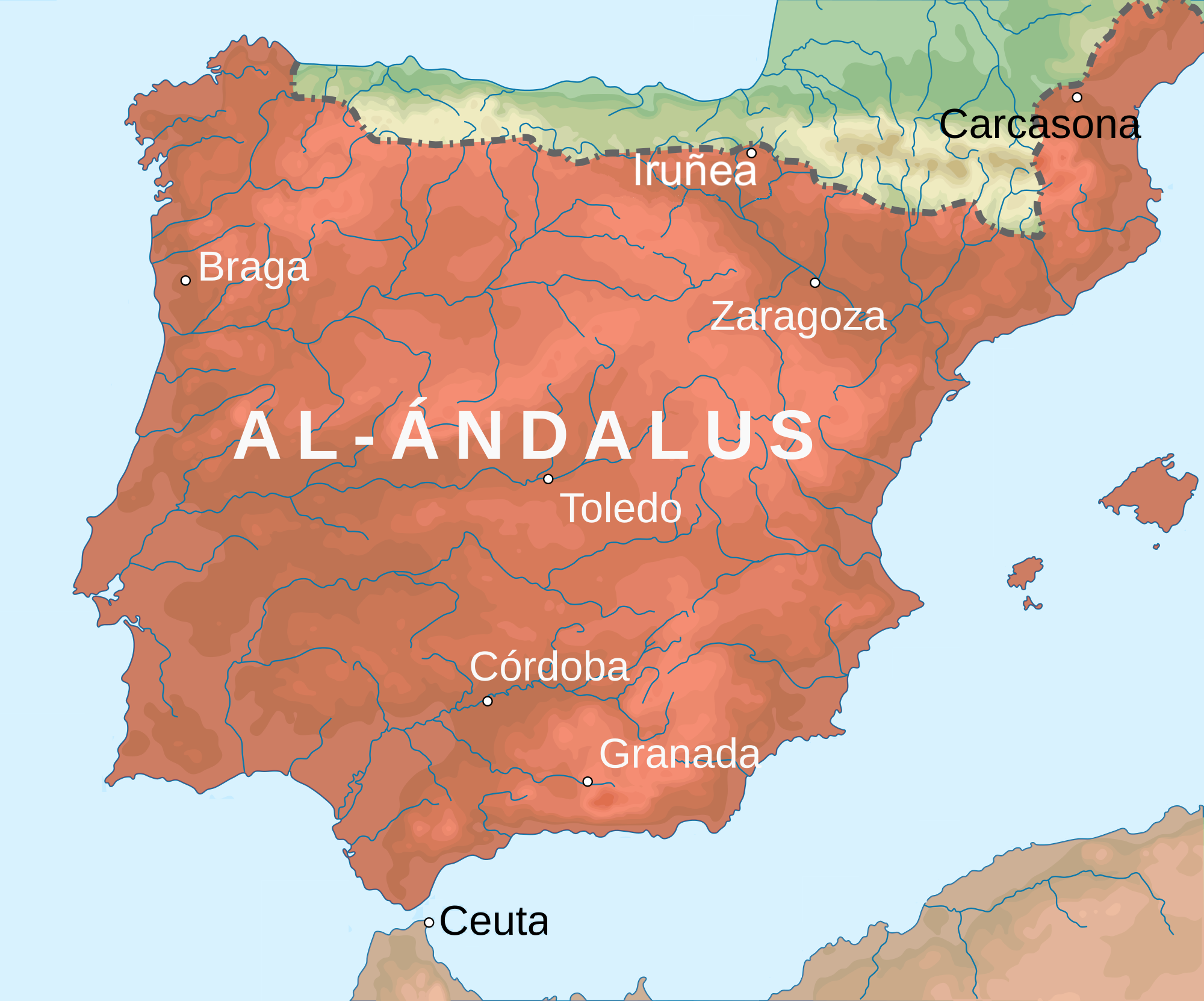
L'Hispanie omeyyade à son apogée (719)

Après la conquête de l'Hispanie par les Omeyyades, sous la domination arabo-musulmane, l'Ibérie (al-Andalus) a intégré des éléments de la langue et de la culture arabes,. Les Mozarabes étaient des chrétiens ibériques qui vivaient sous la domination arabo-islamique en Al-Andalus,. Leurs descendants ne se sont pas convertis à l'islam, mais ont toutefois adopté des éléments de la langue, de la culture et des vêtements arabes. Ils étaient pour la plupart des catholiques romains de rite wisigothique ou mozarabe. La plupart des Mozarabes étaient des descendants de chrétiens hispano-gothiques et parlaient principalement la langue mozarabe sous la domination islamique. Nombre d'entre eux étaient également ce que l'arabisant Mikel de Epalza appelle des « néo-mozarabes », c'est-à-dire des Européens du Nord qui étaient venus dans la péninsule ibérique et avaient appris l'arabe, entrant ainsi dans la communauté mozarabe.
Un autre groupe de population ibérique a fini par dépasser les Mozarabes, tant en termes de population que d'arabisation. Il s'agit des Muladi ou Muwalladun, dont la plupart étaient des descendants d'Hispano-Basques et de Wisigoths locaux qui se sont convertis à l'Islam et ont adopté la culture, les vêtements et la langue arabes. Au XIe siècle, la majorité de la population d'Al-Andalus était composée de Muladi, avec d'importantes minorités d'autres musulmans, de Mozarabes et de Juifs sépharades. Ce sont les Muladi, ainsi que les Berbères, les Arabes et d'autres musulmans (Saqaliba et Zanj) qui ont été collectivement appelés Maures dans l'Europe chrétienne.
L'arabe andalou était parlé en Ibérie pendant la domination islamique.

### Arabisation de la Sicile, de Malte et de la Crète islamiques
Un processus similaire d'arabisation et d'islamisation s'est produit dans l'Émirat de Sicile (as-Siqilliyyah), l'émirat de Crète (al-Iqritish) et Malte (al-Malta). Au cours de cette période, la majorité des populations de ces îles se sont converties à l'islam et ont commencé à adopter des éléments de la culture, des traditions et des coutumes arabes,. Les populations de ces îles ont également connu une augmentation importante de l'immigration en provenance des régions arabes et nord-africaines, ce qui a entraîné une plus grande diversité génétique. Le processus d'arabisation a également entraîné le développement de la langue arabe sicilienne, aujourd'hui disparue, dont dérive la langue maltaise moderne et dont de nombreux éléments sont conservés aujourd'hui dans la langue sicilienne moderne.

### Arabisation au Soudan

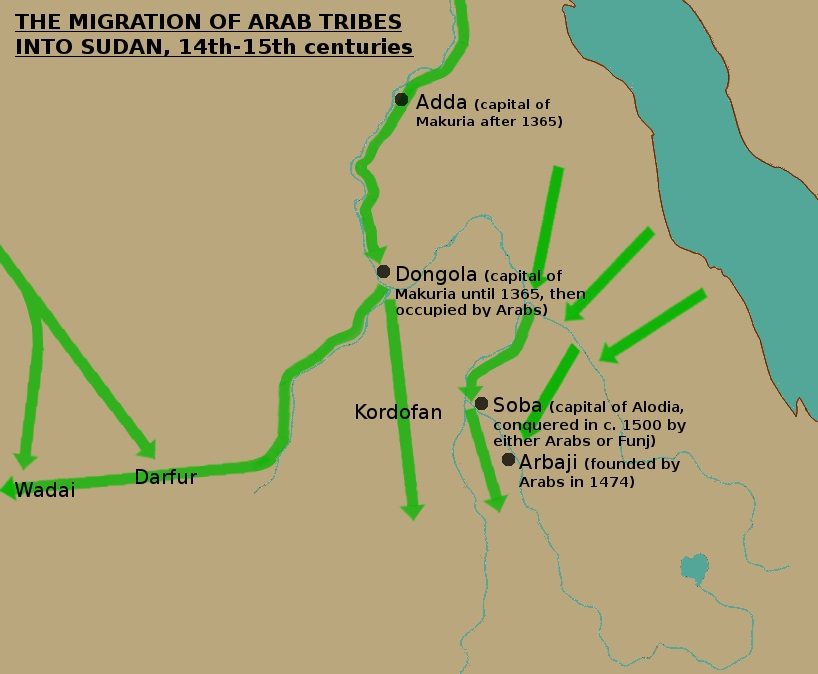
Carte des migrations arabes vers le Soudan à la fin du Moyen Âge.

Au XIIe siècle, la tribu arabe des Ja'alin a migré en Nubie et au Soudan et occupait autrefois le pays sur les deux rives du Nil, de Khartoum à Abu Hamad. Ils font remonter leur lignée à Abbas, oncle du prophète islamique Muhammad. Ils sont d'origine arabe, mais aujourd'hui de sang mêlé, principalement avec des Soudanais du Nord et des Nubiens,. Ils étaient autrefois soumis aux rois Funj, mais leur position était dans une certaine mesure indépendante. Johann Ludwig Burckhardt a déclaré que les vrais Ja'alin du désert oriental du Soudan sont exactement comme les Bédouins de l'Arabie orientale.
En 1846, de nombreux Arabes rashaida ont migré du Hejaz, dans l'actuelle Arabie saoudite, vers ce qui est aujourd'hui l'Érythrée et le nord-est du Soudan, après que des guerres tribales eurent éclaté dans leur pays. Les Rashaida du Soudan et de l'Érythrée vivent en étroite collaboration avec le peuple Bedja. On trouve également un grand nombre de Bani Rasheed dans la péninsule arabique. Ils sont apparentés à la tribu des Banu Abs. Les Rashaida parlent l'arabe hijazi.
En 1888, le Journal of the Royal Anthropological Institute of Great Britain affirmait que l'arabe parlé au Soudan était "un arabe pur mais archaïque". La prononciation de certaines lettres ressemblait à l'arabe syrien et khaleeji, et non à l'arabe égyptien qui est très différent des deux. En arabe soudanais, la lettre g est la prononciation de Kaph et la lettre J est la prononciation de Jim.

### Arabisation au Sahel
Article principal : Baggaras

Baggara Belt

À l'époque médiévale, les Arabes Baggaras, un groupe d'ethnies arabes qui parlent l'arabe shuwa (qui est l'une des variétés régionales d'arabe en Afrique), ont migré en Afrique, principalement entre le lac Tchad et le sud du Kordofan.
Actuellement, ils vivent dans une ceinture qui s'étend sur le Soudan, le Tchad, le Niger, le Nigeria, le Cameroun, la République centrafricaine et le Sud-Soudan et compte plus de six millions de personnes. Comme d'autres tribus arabophones du Sahara et du Sahel, les tribus Baggara ont pour ancêtres les tribus arabes Juhaynah qui ont migré directement de la péninsule arabique ou d'autres régions d'Afrique du Nord.
L'arabe est une langue officielle du Tchad et du Soudan, ainsi qu'une langue nationale au Niger, au Mali, au Sénégal et au Sud-Soudan. En outre, des dialectes arabes sont parlés par des minorités au Nigeria, au Cameroun et en République centrafricaine.

### Le cas du Maghreb
Gabriel Camps souligne le caractère surprenant de « la transformation ethno-sociologique de plusieurs millions de Berbères par quelques dizaines de milliers de Bédouins ». En ajoutant aux Banu Hilal les apports ultérieurs que forment notamment les Banu Maqil, le nombre des personnes d'origine arabe arrivées au Maghreb ne dépasse pas les 1 000 000. Gabriel Camps compare ce chiffre à celui presque équivalent des Vandales qui envahirent l'Afrique du Nord au Ve siècle, et dont la présence n'a laissé que bien peu de traces. En revanche, à la suite de l'arrivée des tribus bédouines, les pays du Maghreb sont devenus des pays arabes. Pour expliquer ce phénomène d'arabisation, G. Camps invoque d'une part l'identité du genre de vie partagé par les tribus bédouines et par les tribus berbères nomades, qui favorisa la fusion ; d'autre part, la grande mobilité des tribus arabes qui à l'occasion de migrations pastorales ou d'actions guerrières pénètrent tout le territoire. Aujourd'hui dans le Maghreb les régions berbérophones sont des régions montagneuses qui ont servi de refuges tandis que les populations des plaines sont arabisées.

## Arabisation à l'Époque moderne
Plus d'informations : Nationalisme Arabe

### Arabisation en Algérie

Carte du statut de la langue arabe

L'arabisation est le processus de développement et de promotion de l'arabe dans le système éducatif, le gouvernement et les médias d'une nation afin de remplacer une ancienne langue qui a été imposée à une nation en raison de la colonisation. L'Algérie a été conquise par la France et a même fait partie de son noyau métropolitain pendant 132 ans, une période beaucoup plus longue que celle du Maroc et de la Tunisie, et elle a également été plus influencée par l'Europe en raison de la contiguïté avec les colons français en Algérie : les ressortissants algériens et français vivaient dans les mêmes villes, ce qui a entraîné la cohabitation des deux populations. Sur la base de ces faits, on pourrait être amené à croire que le processus d'arabisation de l'Algérie aurait été le plus difficile à réaliser, mais au contraire, il a été le plus doux de la région du Maghreb. Tout en essayant de construire un État-nation indépendant et unifié après les accords d'Évian, le gouvernement algérien sous le règne d'Ahmed Ben Bella a entamé une politique d'"arabisation". En effet, en raison d'une colonisation durable et profonde, le français était la principale langue administrative et académique en Algérie, plus encore que dans les pays voisins. L'unification et la recherche d'une identité algérienne unique se trouvent dans la langue arabe et la religion musulmane, comme le stipule la constitution de 1963 : La langue arabe est la langue nationale et officielle de l'État et L'islam est la religion de l'État […] et confirmée en 1969, 1976, 1989, 1996 et 2018. Selon Abdelhamid Mehri, le choix de l'arabe comme langue officielle était un choix naturel pour les Algériens, même si l'Algérie est une nation plurilingue avec un nombre minoritaire, bien qu'important, de Berbères au sein de la nation, et que la variété locale d'arabe utilisée dans la vie quotidienne était distincte de l'arabe MSA. Cependant, le processus d'arabisation avait pour but non seulement de promouvoir l'islam, mais aussi de combler le fossé et de réduire les conflits entre les différents groupes ethniques algériens et de promouvoir l'égalité par le biais du monolinguisme. En 1964, la première mesure concrète a été l'arabisation de l'enseignement primaire et l'introduction de l'enseignement religieux, l'État s'appuyant sur des enseignants égyptiens - appartenant aux Frères musulmans et donc particulièrement religieux - en raison de son manque d'arabophones littéraires. En 1968, sous le régime de Houari Boumédiène, l'arabisation est étendue, et une loi tente d'imposer l'usage de l'arabe pour les fonctionnaires, mais là encore, le rôle majeur joué par le français n'est que diminué. De nombreuses lois suivent, tentant de bannir le français, l'arabe algérien et le berbère des écoles, des actes administratifs et des plaques de rue, mais cela ravive l'opposition des Berbères à l'État et crée une distinction entre ceux qui sont éduqués en arabe et ceux qui le sont en français, ce dernier étant toujours privilégié par les élites.
L'ensemble de cette politique n'a finalement pas été aussi efficace que prévu : Le français avait gardé son importance et l'opposition berbère ne cessait de croître, contribuant aux émeutes d'octobre 1988. Certains groupes berbères, comme les Kabyles, estimaient que leur culture et leur langue ancestrales étaient menacées et que l'identité arabe était davantage mise en avant au détriment de la leur. Après la guerre civile algérienne, le gouvernement a tenté d'imposer encore plus l'usage de l'arabe, mais l'effet relatif de cette politique après 1998 (limite fixée pour une arabisation complète) a obligé les chefs d'État à faire des concessions envers le berbère, le reconnaissant en 2002 comme une autre langue nationale à promouvoir. Cependant, en raison de l'avantage symbolique de l'arabe littéraire, ainsi que du fait qu'il s'agit d'une langue unique par opposition aux langues berbères fragmentées, l'arabisation reste un objectif pour l'État, par exemple avec les lois sur les procédures civiles et administratives.
Après que le système scolaire algérien ait achevé sa transition vers l'arabe en 1989, James Coffman a réalisé une étude sur la différence entre les étudiants arabisés et non arabisés à l'Université des Sciences et de la Technologie Houari Boumediene (USTHB) et à l'Université d'Alger. En interrogeant les étudiants, il a constaté que

« les étudiants arabisés soutiennent nettement plus le mouvement islamiste et se méfient davantage de l'Occident. Les étudiants arabisés ont tendance à répéter les mêmes… histoires et rumeurs qui abondent dans la presse arabophone, en particulier Al-Munqidh, le journal du Front islamique du salut. Ils parlent d'observations du mot "Allah" écrit dans le ciel de l'après-midi, de l'infiltration en Algérie d'espionnes israéliennes infectées par le SIDA, de la "réfutation" du christianisme lors d'une émission religieuse locale, et de la conversion massive à l'Islam de millions d'Américains. … Lorsqu'on leur a demandé si les nouveaux élèves arabisés étaient différents des autres élèves, de nombreux étudiants et professeurs ont répondu par un oui catégorique. »

### Arabisation au Maroc
Après 44 ans de colonisation par la France, le Maroc a commencé à promouvoir l'utilisation de l'arabe (littéraire) pour créer une identité nationale marocaine unie, et augmenter l'alphabétisation à travers la nation, sans langue prédominante dans l'administration et le système éducatif. Contrairement à l'Algérie, le Maroc n'a pas rencontré les Français aussi fortement en raison du fait que la population marocaine était dispersée à travers la nation et les grandes villes, ce qui a entraîné une diminution de l'influence française par rapport aux nations voisines. Selon ces faits, on pourrait considérer que le Maroc tracerait un chemin plus facile vers l'arabisation et l'atteindrait à un rythme plus rapide que son pays voisin l'Algérie, bien que les résultats aient été contraires. Tout d'abord, la politique éducative a été le point central du processus, des débats ont eu lieu entre les responsables qui préféraient une éducation "moderne et occidentalisée" avec l'application du bilinguisme, tandis que d'autres se sont battus pour une voie traditionnelle avec un accent sur la "culture arabo-islamique". Une fois que le Parti de l'Istiqal a pris le pouvoir, le parti s'est concentré sur la mise en place d'une politique linguistique se rangeant aux idées traditionnelles de soutien et d'accent sur l'arabe et l'islam. Le parti de l'Istiqal a rapidement mis en œuvre cette politique et, dès la deuxième année suivant l'indépendance, la première année de l'enseignement primaire a été complètement arabisée, et une politique bilingue a été mise en place pour le reste de l'enseignement primaire, diminuant les heures d'enseignement du français de manière échelonnée. L'arabisation des écoles a pris plus de temps et a été plus difficile que prévu en raison du fait que les 20 premières années suivant l'indépendance, les politiciens (dont la plupart ont été éduqués en France ou dans des écoles privées françaises au Maroc) étaient indécis quant à savoir si l'arabisation était la meilleure pour le pays et ses liens politiques et économiques avec les nations européennes. Vers 1960, Hajj Omar Abdeljalil, le ministre de l'éducation de l'époque, a annulé tous les efforts faits pour arabiser l'école publique et est revenu aux politiques pré-indépendance, favorisant l'apprentissage français et occidental. Un autre facteur qui a reflété le soutien de l'inversion du processus d'arabisation au Maroc, était l'effort fait par le roi Hassan II, qui a soutenu le processus d'arabisation, mais au contraire a augmenté la dépendance politique et économique avec la France. En raison du fait que le Maroc est resté dépendant de la France et a voulu garder des liens forts avec le monde occidental, le français a été soutenu par les élites plus que l'arabe pour le développement du Maroc.

### Arabisation en Tunisie
Le processus d'arabisation de la Tunisie aurait théoriquement dû être le plus facile dans la région nord-africaine, puisque la population berbérophone y est inférieure à 1% et que pratiquement 100% de la nation est de langue maternelle tunisienne, le "tounsi" (ou derja),, mais il a été le moins réussi en raison de sa dépendance à l'égard des nations européennes et de sa croyance en l'occidentalisation de la nation pour le développement futur du peuple et du pays. Tout comme au Maroc, le débat des dirigeants tunisiens se composait de traditionalistes et de modernistes, les traditionalistes affirmant que l'arabe (en particulier l'arabe classique) et l'islam sont au cœur de la Tunisie et de son identité nationale, tandis que les modernistes pensaient qu'un développement occidental éloigné des "idées panarabes" était crucial pour le progrès de la Tunisie. Les modernistes avaient le dessus, car les élites soutenaient leurs idéaux, et après la première vague de diplômés qui avaient passé leurs examens de lycée en arabe n'ont pas été en mesure de trouver un emploi ni de fréquenter une université parce qu'ils n'étaient pas qualifiés en raison de la préférence française dans une université de niveau supérieur ou une carrière autre que le département d'études arabes et religieuses. Des efforts légitimes ont été faits pour arabiser la nation des années 1970 à 1982, mais ces efforts ont pris fin et le processus d'inversion de tous les progrès de l'arabisation a commencé et la mise en œuvre de l'enseignement français a pris effet. Le processus d'arabisation a été critiqué et lié aux extrémistes islamiques, ce qui a donné lieu au processus de "francophonie", c'est-à-dire à la promotion des idéaux, des valeurs et de la langue française dans toute la nation et à l'importance accordée à cette dernière par rapport à l'arabe. Bien que la Tunisie ait obtenu son indépendance, les élites ont néanmoins soutenu les valeurs françaises par rapport à l'arabe, la réponse au développement d'une nation éduquée et moderne venant de l'occidentalisation. La constitution stipulait que l'arabe était la langue officielle de la Tunisie, mais elle ne stipulait nulle part que l'arabe devait être utilisé dans les administrations ou dans la vie de tous les jours, ce qui a entraîné une augmentation de l'utilisation du français non seulement dans les cours de science et de technologie, mais les principales chaînes de médias étaient françaises, et les administrations gouvernementales étaient divisées : certaines étaient en arabe, d'autres en français.

### Arabisation au Soudan

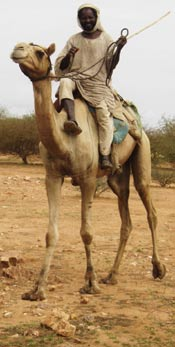
Les tribus arabes Janjaweed ont été accusées d'avoir tué des centaines de milliers de Soudanais non-arabes lors du génocide perpétré au Darfour en 2004-2005.

Le Soudan est un pays multi-ethnique, économiquement et politiquement dominé par la région du Soudan du Nord, où beaucoup s'identifient fortement comme Arabes et Musulmans. La population du Soudan du Sud est quant à elle principalement composée de chrétiens et de nilotiques animistes. La seconde guerre civile soudanaise (1983-2005) est d'ailleurs caractérisée par le conflit entre ces deux groupes de populations. Lors du référendum de 2011 sur l'indépendance du Soudan du Sud, les habitants de la région ont voté pour la sécession et l'indépendance.
La guerre du Darfour a été déclenchée par un soulèvement dans la région occidentale du Darfour, en réponse à l'oppression des groupes ethniques non-arabes Fours, Zaghawa et Masalit,. Le gouvernement soudanais a répondu à la résistance armée en menant une campagne de nettoyage ethnique à l'encontre de l'ensemble des populations non-Arabes présentes au Darfour. Cette campagne génocidaire a entraîné la mort de centaines de milliers de civils, des déplacements massifs et des migrations forcées, ainsi que l'inculpation du président soudanais Omar el-Bechir pour génocide, crimes de guerre et crimes contre l'humanité par la Cour pénale internationale (L'ancien secrétaire d'État américain Colin Powell a décrit la situation comme un génocide ou des actes de génocide). Les auteurs étaient des militaires et policiers soudanais ainsi que les Janjawids, une milice soudanaise recrutée principalement parmi les Africains autochtones arabisés et un petit nombre de Bédouins du nord du Rizeigat,,,.

### Arabisation en Mauritanie
La Mauritanie est un pays multi-ethnique, économiquement et politiquement dominé par ceux qui s'identifient comme Arabes et/ou Berbères arabophones. Environ 30 % de la population se considère comme "noirs africains" et 40 % comme “noirs arabisés”, les deux groupes souffrant de niveaux élevés de discrimination réciproque. De récentes manifestations se sont plaints d'une "arabisation complète" du pays.

### Arabisation en Irak
Plus d'informations : Génocide Kurde
Le parti Baas de Saddam Hussein a mené une politique agressive d'arabisation en chassant de nombreuses races pré-arabes et non-arabes - principalement les Kurdes, les Assyriens, les Yézidis, les Shabaks, les Arméniens, les Turkmènes, les Kawliya, les Circassiens et les Mandéens - et en les remplaçant par des familles arabes.
Dans les années 1970, Saddam Hussein a exilé entre 350 000 et 650 000 Irakiens chiites d'ascendance iranienne (Ajam),, dont la plupart sont allés en Iran. Ceux qui ont pu prouver une ascendance iranienne/persane devant le tribunal iranien ont reçu la citoyenneté iranienne (400 000) et certains d'entre eux sont retournés en Irak après Saddam,.
Pendant la guerre Iran-Irak, la campagne d'Anfal a détruit de nombreux villages et enclaves kurdes, assyriens et d'autres minorités ethniques dans le nord de l'Irak, et leurs habitants ont souvent été déplacés de force vers les grandes villes dans l'espoir qu'ils seraient arabisés.
Cette politique a provoqué l'exode de 500 000 personnes entre 1991 et 2003. Les Baasistes ont également fait pression sur nombre de ces groupes ethniques pour qu'ils s'identifient aux Arabes, et des restrictions ont été imposées à leurs langues, à leur expression culturelle et à leur droit à l'auto-identification.

### Arabisation en Syrie
Depuis l'indépendance de la Syrie en 1946, la région multi-ethnique du Rojava dans le nord de la Syrie a subi de graves violations des droits de l'homme, car tous les gouvernements ont poursuivi une politique d'arabisation des plus brutales. Alors que tous les groupes ethniques non-arabes en Syrie, tels que les Assyriens, les Arméniens, les Turkmènes et les Mhallamis ont subi des pressions de la part des politiques nationalistes arabes pour s'identifier aux Arabes, les pus violentes été dirigées contre les Kurdes. Dans son rapport pour la 12e session du Conseil des droits de l'homme des Nations unies intitulé Persécution et discrimination contre les citoyens kurdes en Syrie, le Haut-Commissaire des Nations unies aux droits de l'homme a déclaré :
Les gouvernements syriens successifs ont continué à adopter une politique de discrimination ethnique et de persécution nationale à l'encontre des Kurdes, les privant complètement de leurs droits nationaux, démocratiques et humains - qui font partie intégrante de l'existence humaine. Le gouvernement a imposé des programmes, des règlements et des mesures d'exclusion fondés sur l'appartenance ethnique dans divers aspects de la vie des Kurdes - politique, économique, social et culturel.
La langue kurde n'était pas officiellement reconnue, elle n'avait pas sa place dans les écoles publiques,,. Un décret de 1989 interdisait l'utilisation du kurde sur le lieu de travail ainsi que dans les mariages et autres célébrations,. En septembre 1992, le gouvernement a adopté un autre décret interdisant d'enregistrer les enfants sous des noms kurdes et de donner des noms kurdes aux entreprises,. Les livres, la musique, les vidéos et autres documents ne pouvaient pas être publiés en kurde,. Les expressions de l'identité kurde, telles que les chansons et les danses folkloriques, étaient interdites, et fréquemment poursuivies en vertu d'une loi pénale spécialement conçue pour lutter contre "l'affaiblissement du sentiment national" La célébration de la fête de Norouz était souvent limitée,.

En 1973, les autorités syriennes ont confisqué 750 kilomètres carrés de terres agricoles fertiles dans le gouvernorat d'Al-Hasakah, qui appartenaient à des dizaines de milliers de citoyens kurdes et étaient cultivées par eux, pour les donner à des familles arabes venues d'autres provinces,. Décrivant les politiques de colonisation menées par le régime dans le cadre du "programme de la ceinture arabe", un ingénieur kurde de la région a déclaré : "Nous sommes en train de mettre en place un programme de colonisation pour les Kurdes :
Le gouvernement leur a construit des maisons gratuitement, leur a donné des armes, des semences et des engrais, et a créé des banques agricoles qui leur ont accordé des prêts. De 1973 à 1975, quarante-et-un villages ont été créés dans cette bande, à partir de dix kilomètres à l'ouest de Ras al-'Ayn. L'idée était de séparer les Kurdes turcs des Kurdes syriens et de forcer les Kurdes de la région à partir vers les villes. Tout Arabe pouvait s'installer à Hasakeh, mais aucun Kurde n'était autorisé à s'y installer.
En 2007, dans le cadre d'un autre plan de ce type dans le gouvernorat d'Al-Hasakah, 6 000 kilomètres carrés autour d'Al-Malikiyah ont été accordés à des familles arabes, tandis que des dizaines de milliers d'habitants kurdes des villages concernés ont été expulsés. Ces expropriations citoyens kurdes ont suivi un plan directeur délibéré, appelé "initiative de la ceinture arabe", visant à dépeupler la région de Djézireh, riche en ressources, de ses habitants kurdes et d'y installer des Arabes.
Après avoir capturé le district d'Afrine au début de l'année 2018, les forces dirigées par la Turquie ont commencé à mettre en œuvre une politique de réinstallation en déplaçant des combattants de l'Armée syrienne libre soutenus par la Turquie et des réfugiés arabes sunnites du sud de la Syrie dans les maisons vides qui appartenaient à des habitants déplacés,. Les anciens propriétaires, pour la plupart des Kurdes ou des Yézidis, ont souvent été empêchés de retourner à Afrine,. Les réfugiés de la Ghouta orientale, à Damas, ont déclaré qu'ils faisaient partie d'un " changement démographique organisé " qui était censé remplacer la population kurde d'Afrin par une majorité arabe.

### Arabisation par l'État islamique d'Irak et du Levant (ISIL)
Plus d'informations : Destruction du patrimoine culturel par l'État islamique et Génocide des Yézidis
Bien que formellement engagé en faveur de l'islamisme et de la polyethnicité, l'État islamique en Irak et au Levant (ISIL) a fréquemment ciblé des groupes non arabes tels que les Kurdes, les Assyriens, les Arméniens, les Turkmènes, les Shabaks et les Yézidis,.Il a souvent été affirmé que ces campagnes (ISIL) faisaient partie d'un plan d'arabisation organisé,. Un responsable kurde du Kurdistan irakien a affirmé qu'en particulier la campagne de l'ISIL à Sinjar était un cas d'école de l'arabisation.
Il a été suggéré dans les milieux universitaires que l'islamisme moderne en général et l'État islamique (ISIS) en particulier seraient motivés et conduits par le désir de renforcer la domination culturelle arabe sur l'islam.